# Cuark arriba
El quark up, quark u o cuark arriba es una partícula elemental que pertenece a la primera generación de cuarks. Tiene una carga eléctrica igual a +⅔ de la carga elemental y un espín de ½, con lo cual es un fermión y cumple el principio de exclusión de Pauli. Junto con el cuark abajo y los electrones, forma toda la materia que podemos ver y de la que estamos hechos, gracias a que estas tres partículas son estables y no se desintegran o decaen más.
Como todos los cuarks, el cuark arriba tiene carga de color, y siente la interacción nuclear fuerte mediante la emisión y absorción de gluones. Los cuarks arriba tienen carga roja, verde o azul; y los anticuarks arriba tienen carga antirroja, antiverde o antiazul. Al sentir esta interacción no se encuentra a esta partícula aislada (confinamiento del color), se encuentra formando hadrones con uno o dos cuarks más. La mayoría de masa de los hadrones que se forman viene de la energía del campo de color (energía y masa son lo mismo según la fórmula: E=mc²), y no de los propios cuarks.
La existencia de los cuarks arriba y abajo fue postulada por Murray Gell-Mann y George Zweig en 1964, cuando desarrollaron el modelo de cuarks; y la primera evidencia de los cuarks arriba fue en los experimentos llevados a cabo en el SLAC National Accelerator Laboratory en 1967.

## Historia
En los inicios de la física de partículas (primera mitad del siglo XX), se pensaba que los hadrones, como los protones, neutrones y piones, eran partículas elementales. Sin embargo, a medida que se descubrían nuevos hadrones, el zoológico de partículas pasó de unas pocas partículas a principios de los años treinta y cuarenta a varias decenas de ellas en los cincuenta. Las relaciones entre cada una de ellas no estuvieron claras hasta 1961, cuando Murray Gell-Mann y Yuval Ne'eman (independientemente el uno del otro) propusieron un esquema de clasificación de hadrones llamado Camino óctuple, o en términos más técnicos, SU(3)  simetría de sabor.
Este esquema de clasificación organizaba los hadrones en múltiplos de isospínes, pero la base física que lo sustentaba aún no estaba clara. En 1964, Gell-Mann y George Zweig (independientemente el uno del otro) propusieron el modelo de cuarks, consistente entonces sólo en arriba, abajo, y Cuark extraños. Sin embargo, aunque el modelo de los quarks explicaba la Vía Óctuple, no se encontraron pruebas directas de la existencia de quarks hasta 1968 en el Stanford Linear Accelerator Center. Los experimentos de Dispersión inelástica profunda indicaron que los protones tenían subestructura, y que los protones formados por tres partículas más fundamentales explicaban los datos (confirmando así el modelo de quarks).
Al principio la gente era reacia a describir los tres cuerpos como cuarks, prefiriendo en su lugar la descripción partón de Richard Feynman, pero con el tiempo se aceptó la teoría de los cuarks (véase Revolución de noviembre).

## Hadrones que contienen cuarks arriba
- Mesones:
  - Los piones cargados (π±) tienen un cuark o un anticuark arriba, y el pion neutro (π0) una combinación lineal de ambos.
  - Los kaones cargados (K±), con un cuark o un anticuark arriba.
  - Las partículas eta (η) y eta prima (η') son combinaciones lineales que incluyen cuarks arriba y sus anticuarks.
  - Los mesones rho (ρ±) tienen la misma composición que los piones cargados pero la partícula compuesta es de spin 1 en lugar de 0.
  - El mesón D neutro (D0) y los mesones B cargados (B±) también incluyen cuarks y anticuarks arriba.

- Bariones:
  - El protón (p) está formado por dos cuarks arriba y un cuark abajo y el neutrón (n) por uno cuark arriba y dos cuarks abajo.
  - Los bariones delta neutros (Δ0), positivos (Δ+) y doblemente positivos (Δ++) contienen uno, dos y tres cuarks arriba respectivamente.
  - La partícula lambda neutra (Λ0) tiene un cuark arriba. La partícula lambda positiva encantada (Λ+c) también.
  - Las partículas sigma neutra (Σ0) y sigma positiva (Σ+) contienen uno y dos cuarks arriba respectivamente.
  - Las partículas xi neutra (Ξ0) y xi positiva encantada (Ξ+c) contienen un cuark arriba.
  - Las antipartículas de los bariones anteriores contienen los anticuarks arriba.